# Эрнандес, Фредди
Фредди Эрнандес (исп. Freddy Hernandez Gomez, род. 23 марта 1979, Мехико, Мексика) — мексиканский боксёр-профессионал, выступавший в 1-й полусредней, в полусредней и в 1-й средней весовых категориях.
Среди профессионалов бывший обязательный претендент на титул чемпиона мира по версии WBC (2010), и чемпион мира по версии IBA (2008—2010), чемпион Латинской Америки по версиям WBC Latino (2009) и WBA Fedelatin (2005) в полусреднем весе.
За время профессиональной карьеры (2001—2019) встречался на ринге с таки известными боксёрами как: Андре Берто (2010), Луис Коллацо (2011), Эрисланди Лара (2012), Деметриус Андраде (2013), Дельвин Родригес (2013), Альфредо Ангуло (2016), Джейсон Куигли (2018).

## Профессиональная карьера
На профессиональном ринге дебютировал 2 февраля 2001 года.
23 октября 2009 года Эрнандес победил единогласным решением судей опытного кубинца Дамиана Фриаса (16-1) в одностороннем 10-раундовом поединке и завоевал титул чемпиона Латинской Америки по версиям WBC Latino в полусреднем весе.
5 февраля 2010 года он нокаутировал в 5-м раунде опытного американца Демаркуса Корли (36-12-1), чтобы защитить свой титул WBC Latino в полусреднем весе.

#### 17 сентября2010Фредди Эрнандес —Майк Анчодо[англ.]
- Место проведения:  Невада, США
- Результат: Победа Эрнандеса техническим нокаутом в 4-м раунде в 10-раундовом бою
- Статус: Отборочный бой за титул IBF во 2-м среднем весе
- Счет судей: Ричард ДеКаруфел (115—112), Уильям Джеймс (118—111), Джордж Хилл (105—104) — все в пользу Эрнандеса.
- Трансляция: ESPN
- Счёт неофициального судьи: Тедди Атлас (117—110 Солис)

В 2010 году Фредди Эрнандес встретился с американцем Майком Анчодо. Американец не изменил своей манере и агрессивно начал встречу стараясь давить на мексиканца, но Эрнандес успешно справлялся с натиском Майка, гася его атаки точечными и весьма ощутимыми попаданиями. Напряжённое противостояние закончилось уже в четвёртом раунде после правого прямого в голову Анчондо. После поднятия с пола и засчитанного нокдауна мексиканец провёл успешную и безответную атаку, после которой судья остановил избиение на отрезке 1:38 этого же 4-го раунда. Мексиканец победил.

#### 27 ноября2010Андре Берто—Фредди Эрнандес
- Место проведения:  Невада, США
- Результат: Победа Берто техническим нокаутом в 1-м раунде в 12-раундовом бою
- Статус: Отборочный бой за титул IBF во 2-м среднем весе
- Счет судей: Ричард ДеКаруфел (115—112), Уильям Джеймс (118—111), Джордж Хилл (105—104) — все в пользу Берто.
- Трансляция: ESPN
- Счёт неофициального судьи: Тедди Атлас (117—110 Берто)

В 2010 году Фредди Эрнандес встретился с американцем Андре Берто. Чемпион WBC, непобежденный Андре Берто (27-0, 21 KO) успешно защитил свой титул, победив только что в Лас-Вегасе претендента из Мексики Фредди Эрнандеса (29-2, 20 KO) техническим нокаутом в 1-м раунде. Мощным правым кроссом Берто отправил противника в нокдаун. Эрнандес сумел подняться с канваса до окончания отсчета рефери, но неуверенно стоял на ногах и было видно, что он не восстановился, в связи с чем судья Рассел Мора остановил бой. Американец победил.

#### 15 октября2011Фредди Эрнандес —Луис Коллацо[англ.]
- Место проведения:  Лос-Анджелес, США
- Результат: Победа Эрнандеса единогласным решением судей в 10-раундовом бою
- Статус: Отборочный бой за титул IBF во 2-м среднем весе
- Счет судей: Патрик Коннолли (96-93), Джонатан Дэвис (96-93), Маршалл Уокер (96-93) — все в пользу Эрнандеса.

Мексиканец выиграл.
25 января 2013 года единогласным решением судей проиграл бой небитому американцу Деметриусу Андраде (18-0).
Последний бой в карьере состоялся 19 мая 2019 года против небитого перспективного украинца Сергея Богачука (13-0, 13 KO). И матёрый Фредди Эрнандес был нокаутировал в 5-м раунде Сергеем Богачуком.